# 2601 Болонья
2601 Болонья (2601 Bologna) — астероїд головного поясу, відкритий 8 грудня 1980 року.
Тіссеранів параметр щодо Юпітера — 3,190.